# Danos ao patrimônio resultantes dos ataques de 8 de janeiro em Brasília
Danos ao patrimônio resultantes das ataques de 8 de janeiro em Brasília foram verificados nas sedes do Supremo Tribunal Federal, do Congresso Nacional e do Palácio do Planalto, e foram generalizados. Uma série de espaços importantes dos três prédios invadidos foi extensamente depredada e saqueada, incluindo o Salão Nobre e o Plenário do STF, os salões Verde, Azul e Negro do Congresso, e o saguão, o Salão Nobre e o gabinete da Primeira Dama no Planalto. Muitas outras áreas, como corredores, salas e gabinetes, também foram vandalizadas, danificando grande quantidade de móveis, equipamentos e objetos diversos. Vários espaços foram completamente destruídos. De acordo com um funcionário, os invasores destruíram hidrantes, numa tentativa de impedir o combate aos focos de incêndio que existiam em diversos pontos da invasão.
Na invasão, muitas obras de arte e objetos históricos foram danificados ou destruídos, incluindo todo o acervo do Salão Nobre do STF, um vaso da  dinastia Shang, datado de cerca de 1500 antes de Cristo, A Bailarina, de Victor Brecheret, um raríssimo relógio feito por Balthazar Martinot no século XVIII, a grande pintura As Mulatas, de Di Cavalcanti, e o vitral Araguaia, de Marianne Peretti no Congresso. No Palácio do Planalto, praticamente todas as mais de cem obras de arte do acervo foram danificadas. O curador dos palácios presidenciais, Rogério Carvalho, assinalou que o valor histórico do acervo destruído é incalculável, mas considerou que a maioria das peças poderá ser recuperada.

## Lista parcial de danos

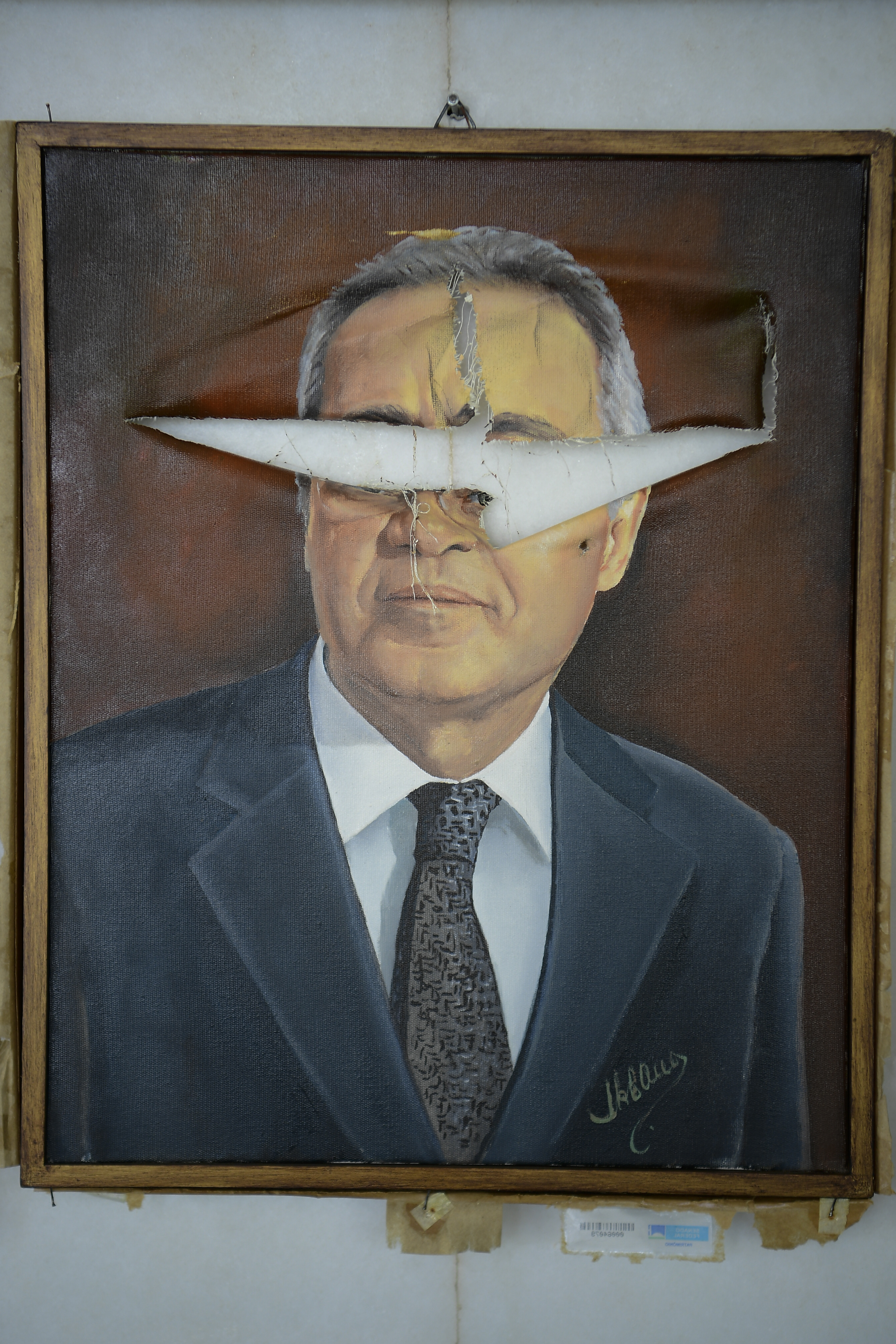
Retrato de Renan Calheiros, da galeria de retratos oficiais de ex-presidentes do Senado, no Salão Nobre da casa

Dentre as obras e objetos furtados ou danificados, constam:
Acervos e coleções
- Acervo do Salão Nobre do STF, com muitas peças do século XIX e início do século XX, incluindo mobiliário entalhado e dourado, lustres, espelhos de cristal com moldura de jacarandá entalhada, vasos de porcelana decorada e estatuetas de bronze;[12][7]
- Coleção artística do Palácio do Planalto.[5]
- Galeria de fotos dos presidentes da República, no Palácio do Planalto;[13]
- Cinco pinturas dos ex-presidentes, de Urbano Villela, no Museu do Senado;[14]
- Presentes de autoridades estrangeiras e celebridades foram saqueados.

Danos estruturais
- Nas vidraças das edificações da Praça dos Três Poderes, estas tombadas no ano de 2007 pelo Instituto do Patrimônio Histórico e Artístico Nacional (IPHAN).[6]
- Nos gabinetes do Partido dos Trabalhadores (PT) e do Partido da Social Democracia Brasileira (PSDB);[15]

Mobiliário e tapeçaria

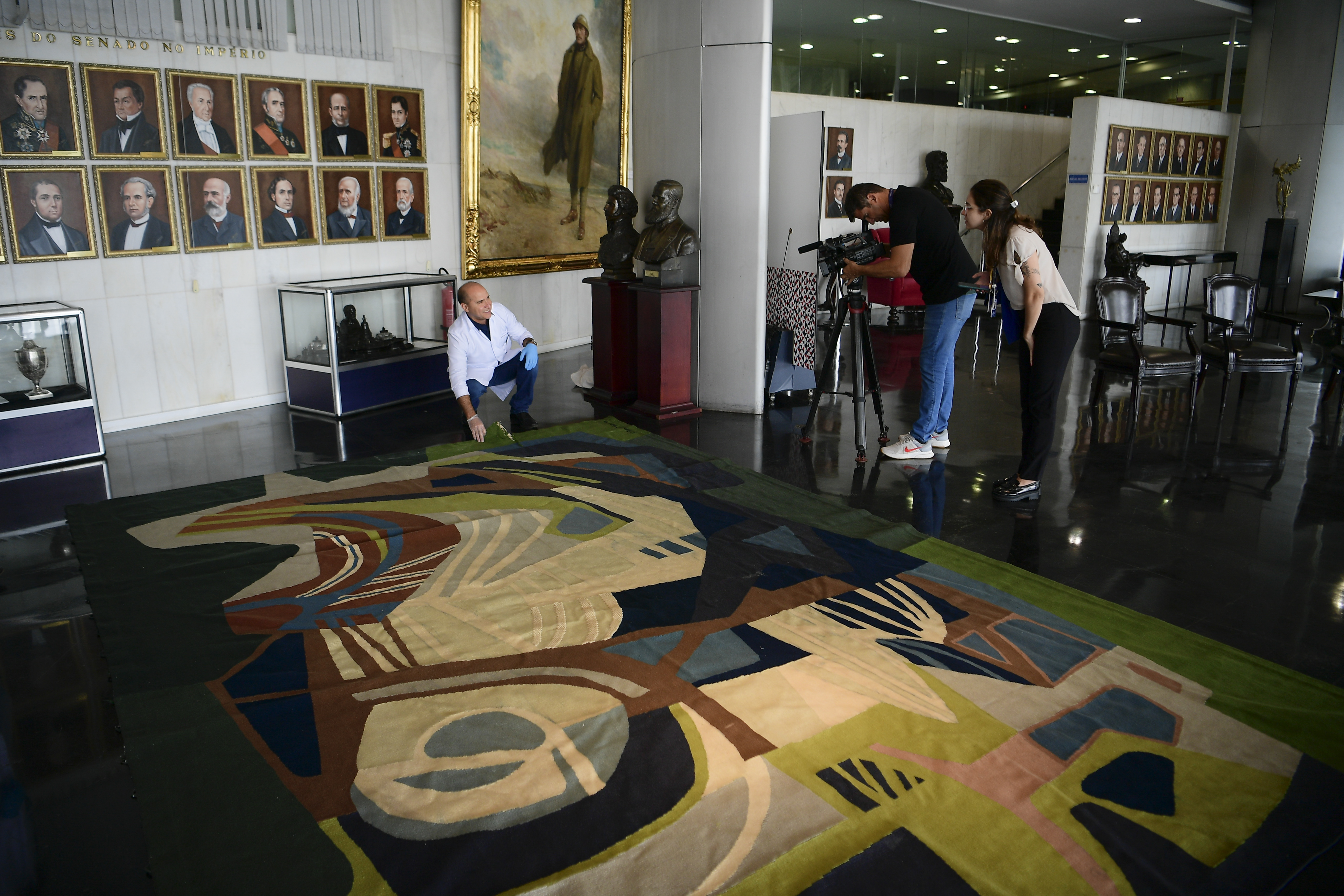
Funcionário do Serviço de Conservação do Senado mostra a tapeçaria de Burle Marx com deformações, rasgos e manchas de urina

- Cadeira da presidente do STF Rosa Weber, concebida pelo designer Jorge Zalszupin;[6]
- Mesa-vitrine do designer Sérgio Rodrigues;
- Mesa de trabalho que pertenceu ao ex-presidente Juscelino Kubitschek;[11]
- Mesa de centro, mesa de trabalho e cadeira vindas do Palácio Monroe;[14]
- Mesas, portas e cadeiras diversas, incluindo porta do armário de togas do STF;[16]
- Tapeçaria de autoria do paisagista e arquiteto Roberto Burle Marx, exposta no Salão Negro do Congresso Nacional;
- Tapete que pertenceu à Princesa Isabel;[17]
- Tapete persa decoração do dispositivo de receptivo dos chefes de estado[14]
- Tapetes e carpetes diversos inundados pelo sistema contra incêndios[18]

Objetos
- Armas, munições e documentos do Gabinete de Segurança Institucional, que estavam no Palácio do Planalto;[19][20]
- Diversos aparelhos eletrônicos, como televisões, impressoras, Iphones e Macbooks;[21][16]
- Lente fotográfica da Imprensa Nacional avaliada em R$ 40 mil;[21]
- Brasão da República que estava localizado no plenário do STF;[16]
- Crucifixo do Supremo Tribunal Federal;[6]
- Equipamentos eletrônicos, incluindo televisões, computadores e impressoras;[16]
- Réplica do exemplar original da Constituição Federal de 1988;[22]
- Bola de futebol autografada por Neymar, presente da Delegação de Jogadores do Santos Futebol Clube;[23]
- Pérola e concha dourada, presente do ministro das Relações Exteriores e vice-primeiro-ministro do Catar, Mohammed bin Abdulrahman Al-Thani;[23]
- Objeto decorativo em forma de ovo de avestruz, presente do deputado Ahmed Ibrahim El-Tahir, presidente da Assembleia Nacional do Sudão;[23]
- Dois vasos de porcelana; um deles foi um presente do deputado Lászlo Kövér, presidente da Assembleia Nacional da Hungria, o outro vaso foi um presente do parlamentar Wang Zhaoguo, vice-presidente do Comitê Permanente da Assembleia Nacional Popular da China;[23]
- Tinteiro de bronze da época do império.[14]

Obras de arte individuais

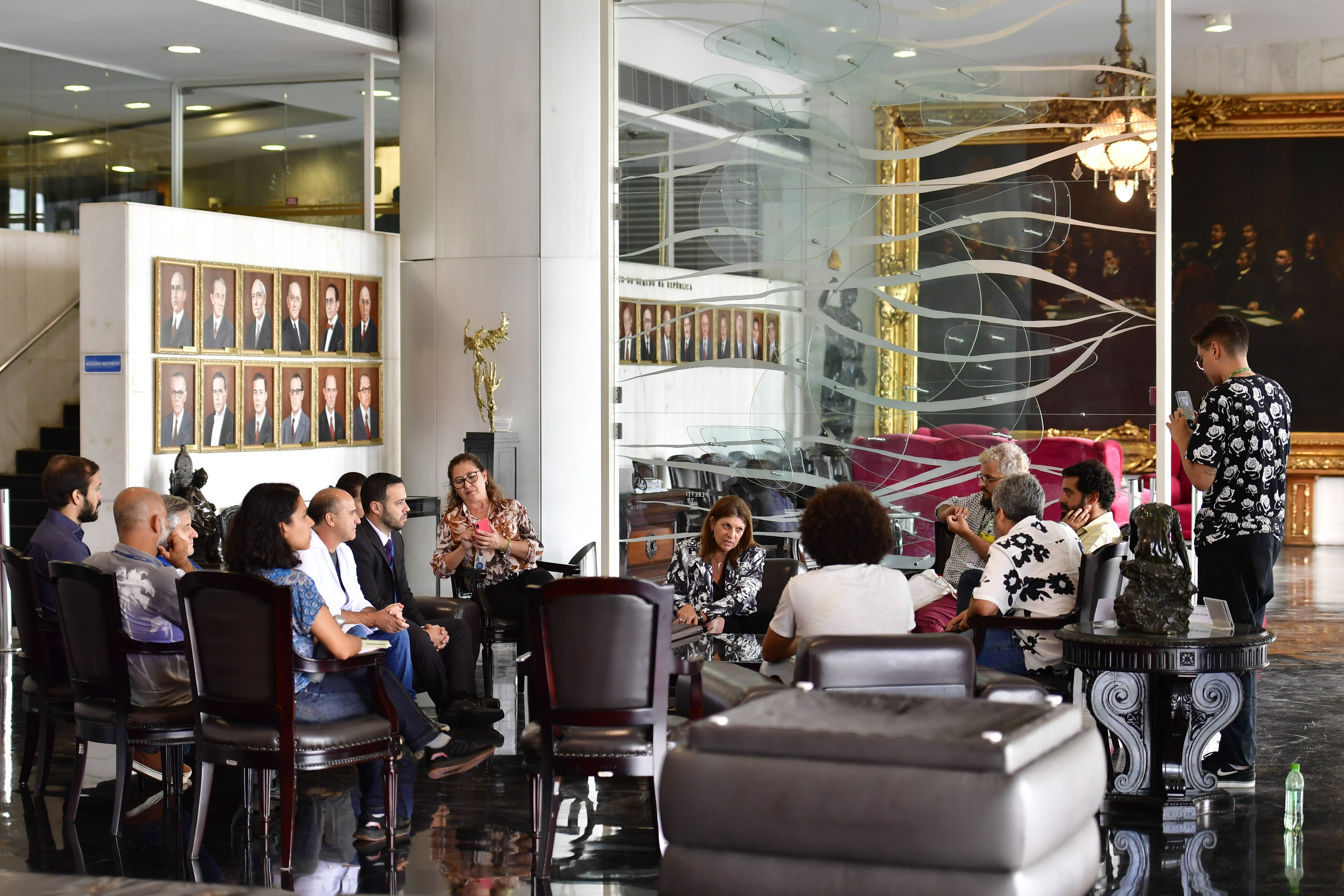
A Diretora-geral do Senado Federal, Ilana Trombka, se reune com restauradores para avaliar os estragos e planejar as prioridades

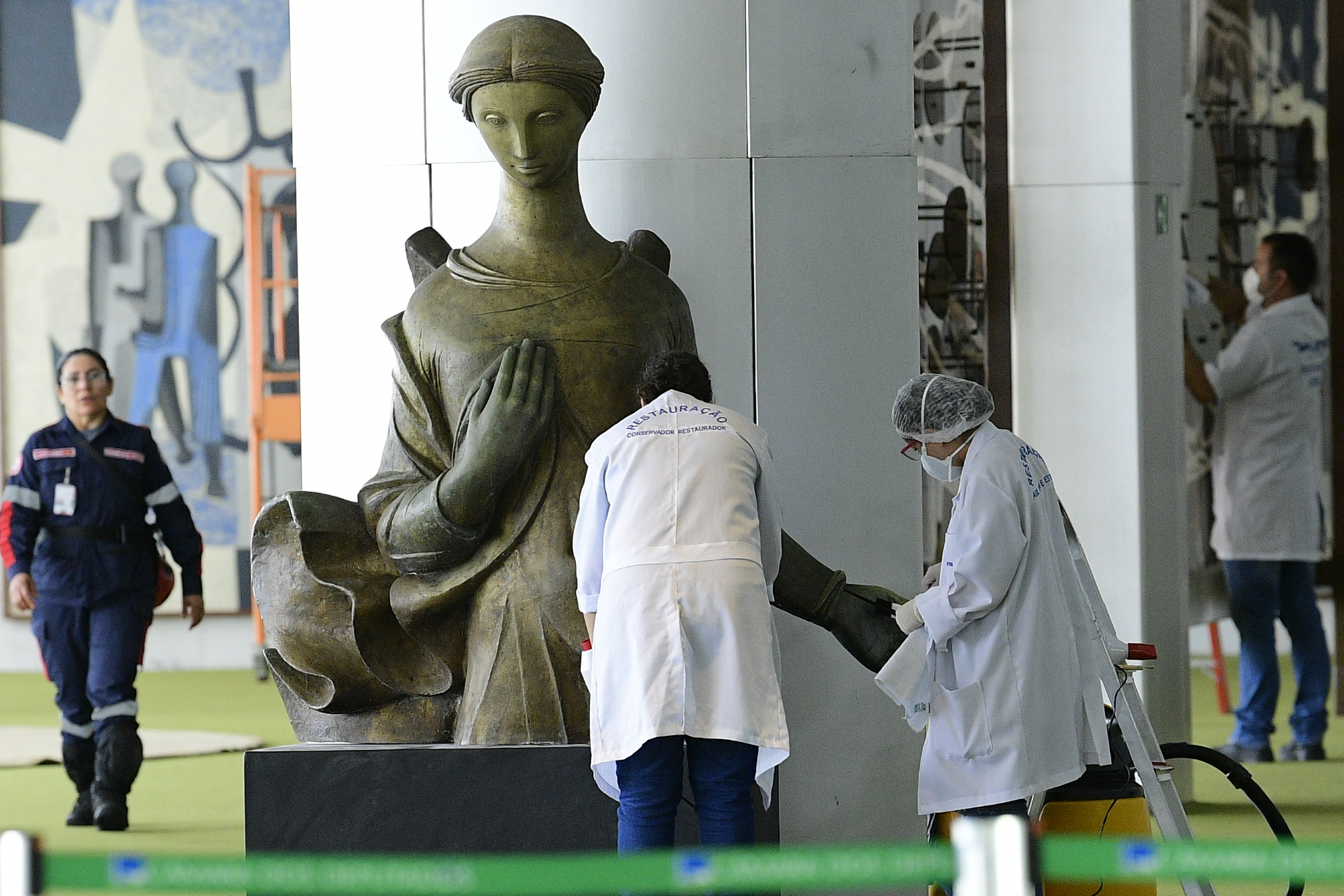
Equipe de técnicos inicia o trabalho de restauro da escultura Anjo de Alfredo Ceschiatti. Ao fundo, o painel Araguaia, de Marianne Peretti, também passa por reparos

- A Justiça, escultura de autoria de Alfredo Ceschiatti, criada em 1961;[6]
- Anjo, outra escultura de autoria de Alfredo Ceschiatti;
- Araguaia, um vitral de Marianne Peretti produzido em 1977, que fica no salão verde da Câmara dos Deputados;[6]
- As Mulatas, painel pintado em 1962 por Di Cavalcanti;[6]
- Ato de assinatura do Projeto da 1ª Constituição, de Gustavo Hastoy[14]
- Bailarina, escultura de Victor Brecheret;[24]
- Bandeira do Brasil, pintura acrílica sobre MDF do artista Jorge Eduardo, de 1995[25]
- Busto de Rui Barbosa, responsável pela criação do STF no modelo atual, em 1890[17]
- Evolução, escultura de Haroldo Barroso
- Galhos e Sombras, obra de Frans Krajcberg estimada em R$ 300 mil;[11]
- Maria, Maria, escultura de Sônia Ebling
- Ntma, obra de 2003;
- O Flautista, de Bruno Giorgi, escultura em bronze encontrada completamente destruída. Está avaliada em R$ 250 mil;[11]
- Painel Vermelho, de Athos Bulcão;
- Painel de Athos Bulcão, outro painel do mesmo autor, este presente na Câmara dos Deputados
- Pássaro, escultura de Marianne Peretti
- Quadro de Guido Mondin[14]
- Relógio de mesa dado a Dom João VI, um relógio de mesa em bronze dourado com partes escultóricas, dado de presente a Dom João VI pela corte francesa e exposto no Palácio do Planalto, obra projetada por André-Charles Boulle e construída por Balthazar Martinot, relojoeiro de Luís XIV, uma das duas únicas peças remanescentes deste artífice.[11][26]
- Retrato de José Bonifácio, de autoria desconhecida;
- Retrato de Marechal Rondon, obra de 1953 do pintor do W. L. Techmeier;
- Sem título, muro escultórico produzido em 1976 pelo artista Athos Bulcão;
- Vênus Apocalíptica, da artista argentina Marta Minujín;

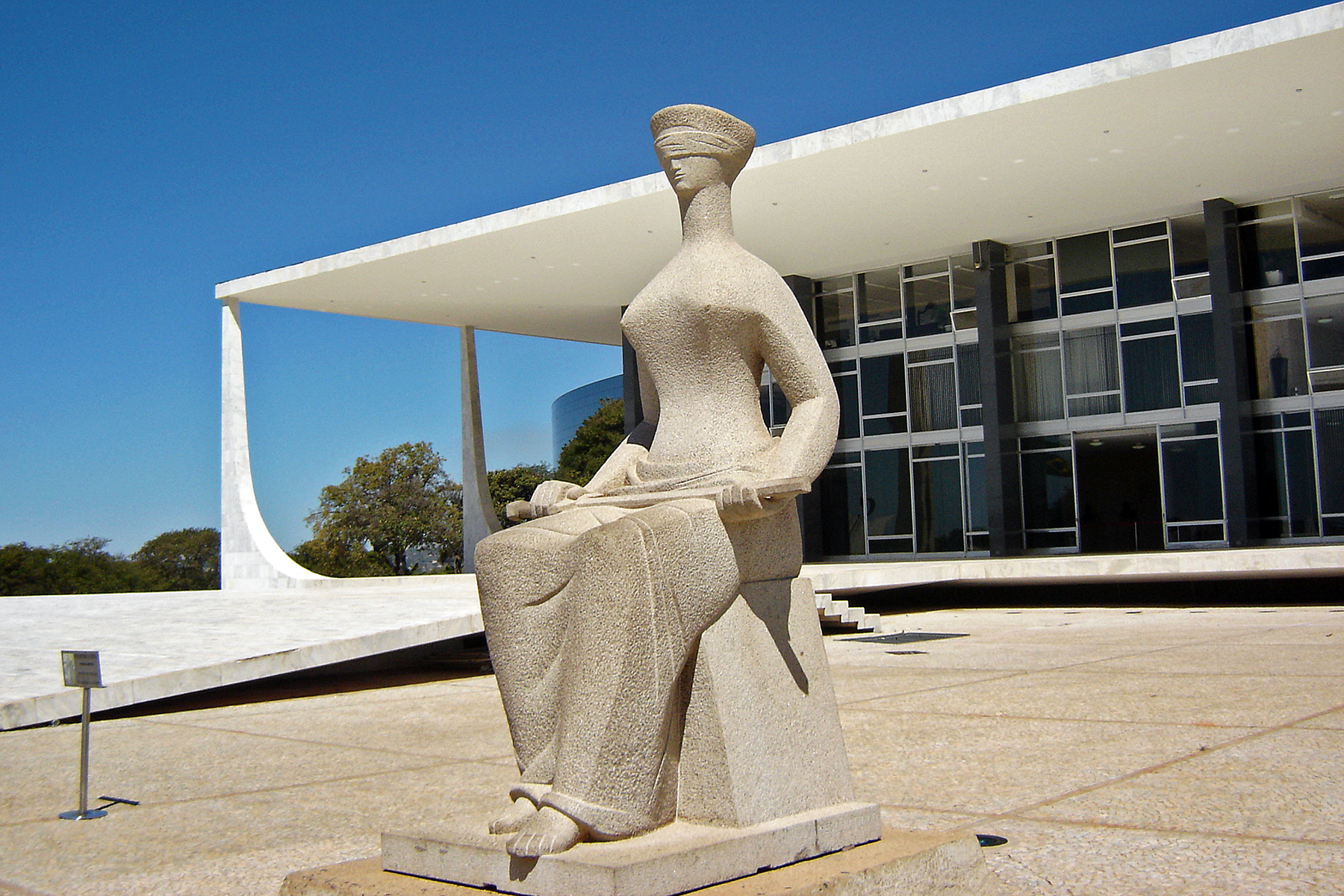
A Justiça, obra de Alfredo Ceschiatti, que foi pichada durante a invasão
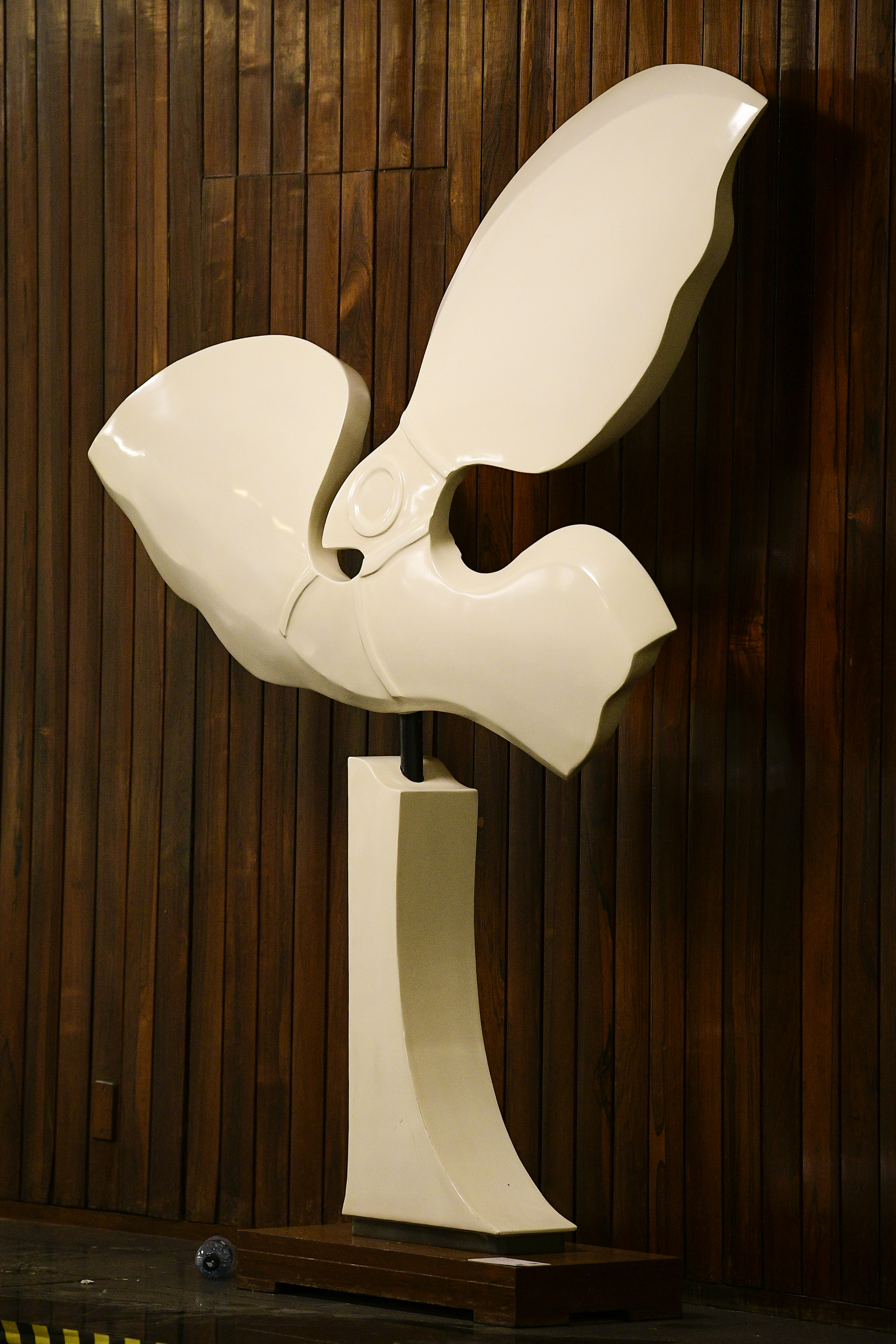
Escultura Pássaro de Marianne Peretti, com parte quebrada
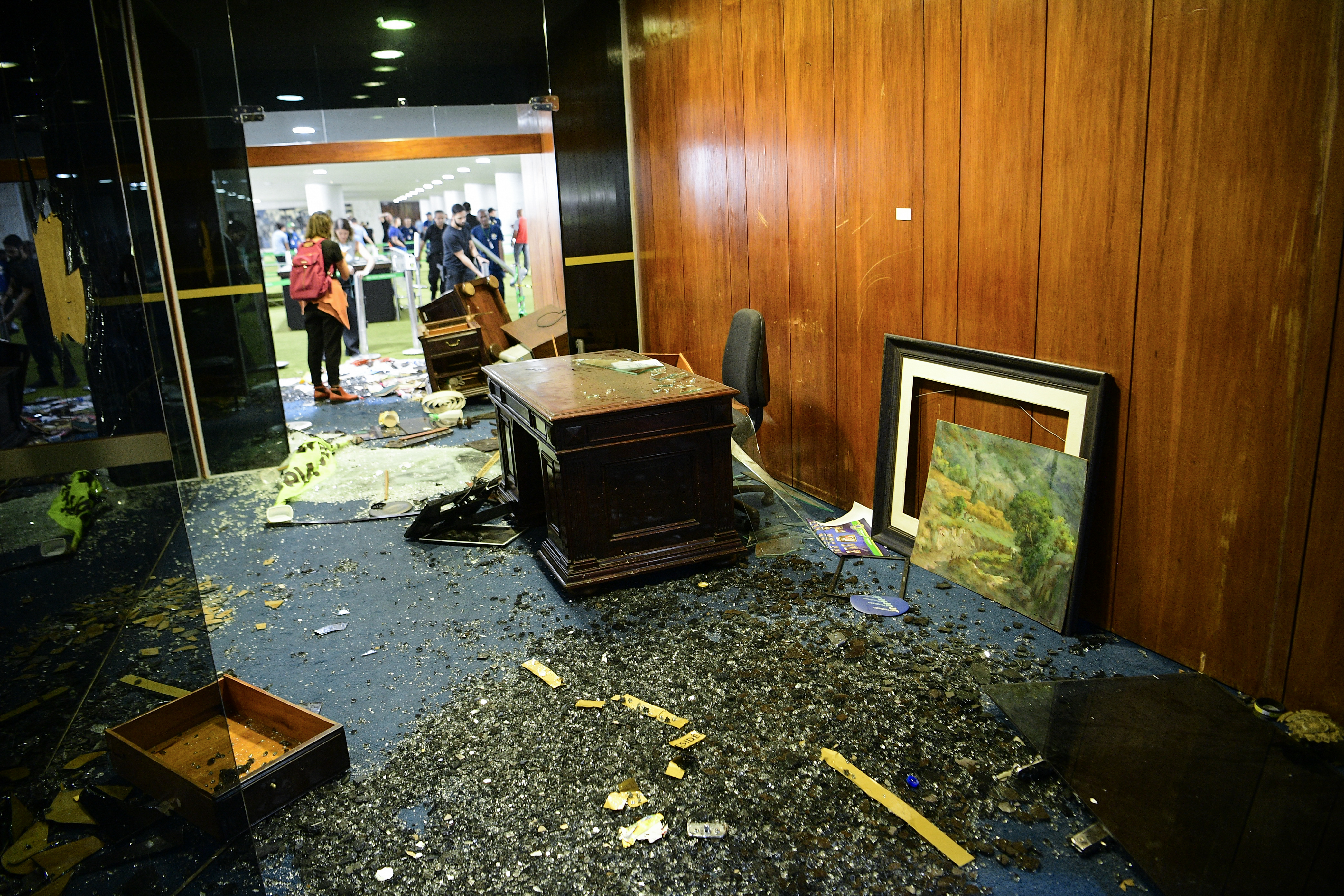
Quadro e mobília danificados no Congresso Nacional
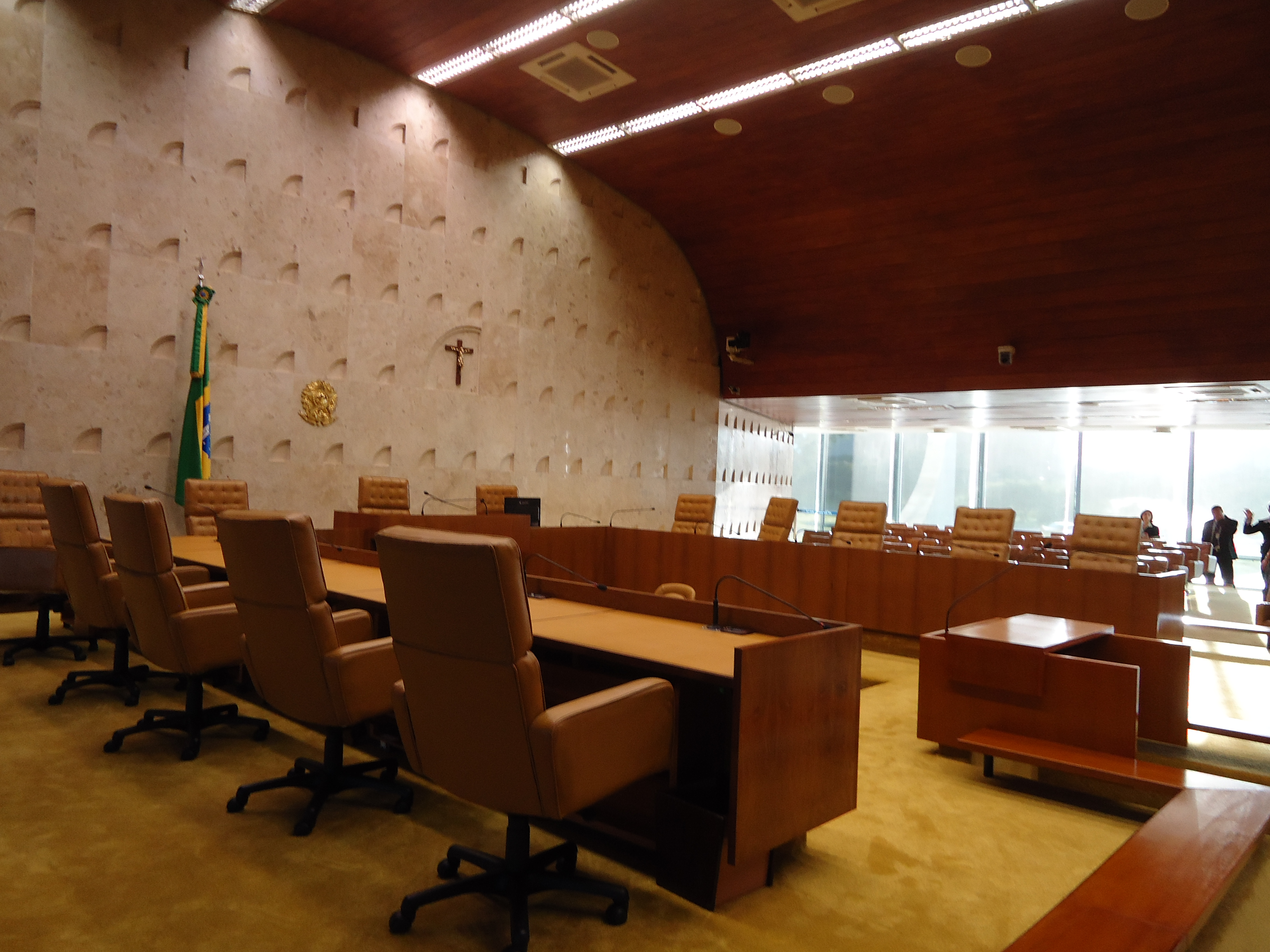
Cadeiras concebidas por Jorge Zalszupin que foram arrancadas do plenário do STF
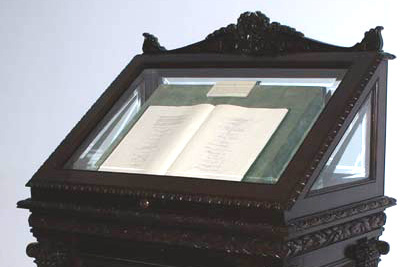
Exemplar original da Constituição Federal de 1988, então em exibição no STF
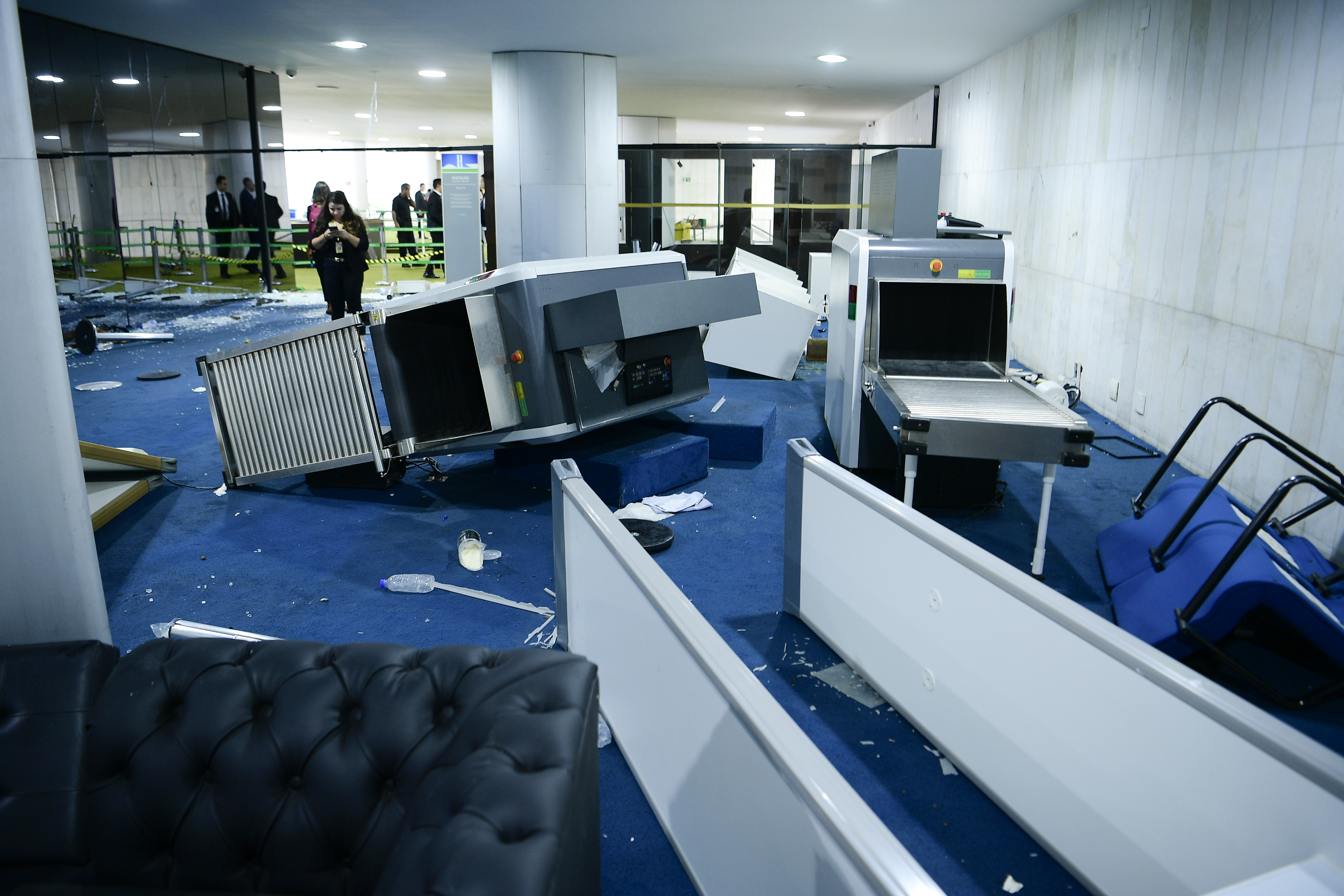
Equipamentos destruídos no Congresso
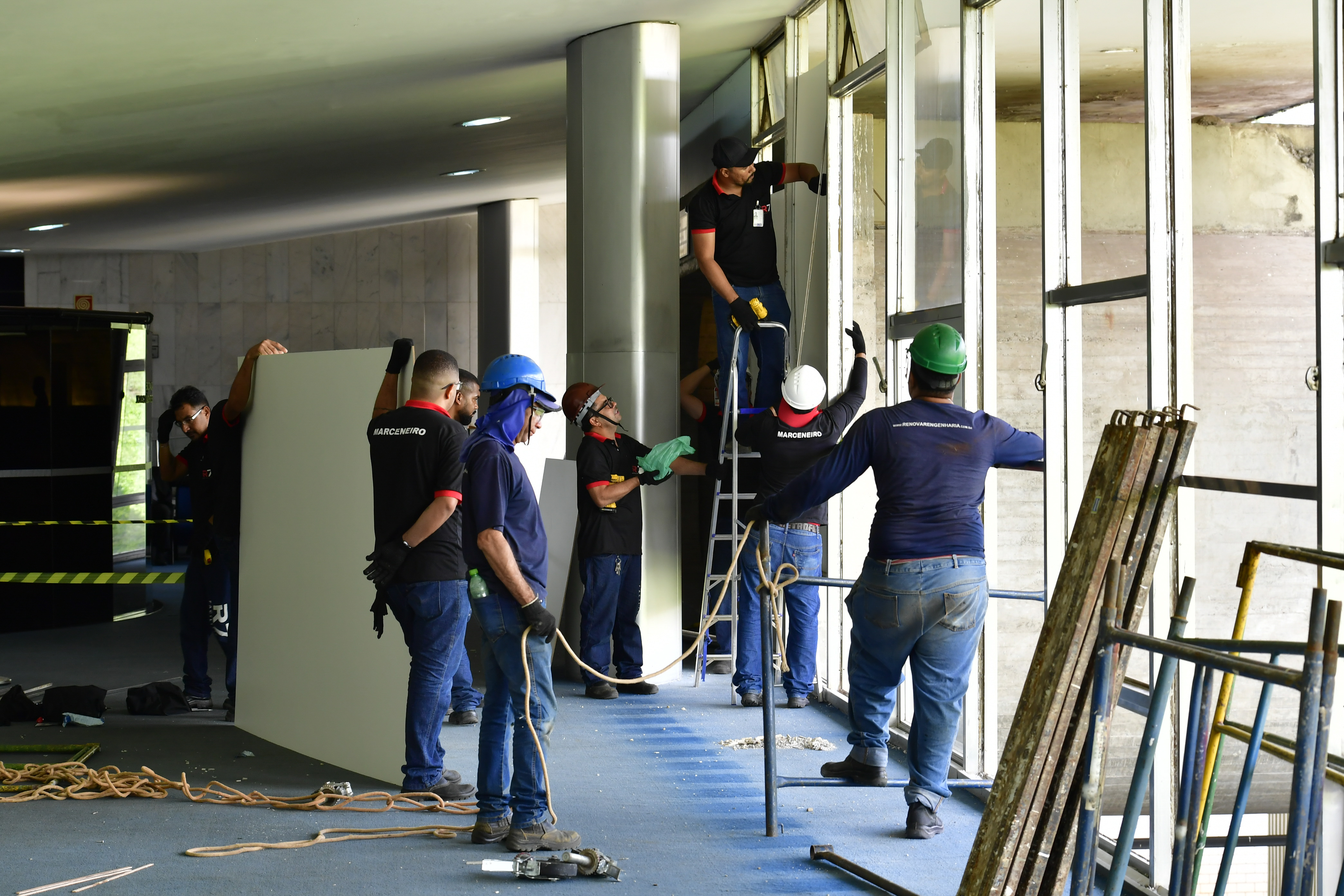
Início das obras de recuperação estrutural do prédio do Congresso

## Restauro

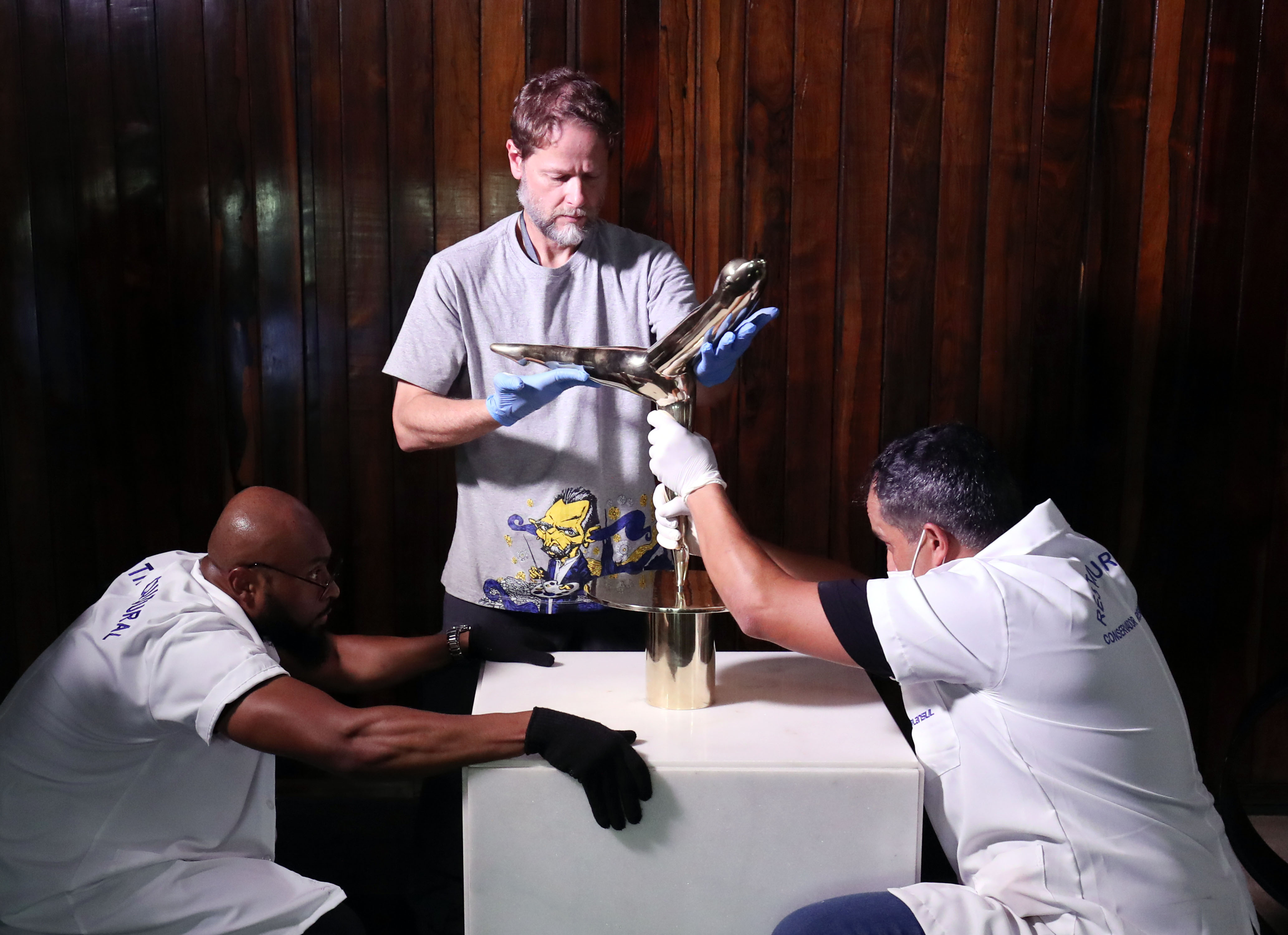
A Bailarina, de Brecheret, volta a ser exposta depois de restaurada

O plano de restauro foi traçado pelo Serviço de Gestão de Acervo Museológico (Segam), com execução, por determinação da Ministra da Cultura Margareth Menezes, do Instituto do Patrimônio Histórico e Artístico Nacional (Iphan) e do Instituto Brasileiro de Museus (Ibram), e parceria da Organização das Nações Unidas para Educação, Ciência e Cultura (Unesco).
No dia 11 de janeiro, a Bailarina, de Victor Brecheret, voltou a ser exibida na Câmara dos Deputados.
Um ano após o início dos trabalhos, os danos custaram R$ 21,1 milhões ao governo. O maior prejuizo foi ao STF, estimado em R$ 12 milhões. Até o dia 6 de janeiro de 2024, 116 itens do STF e 21 obras no Senado e 80% do acervo do Congresso foram restauradas. 53 peças, ou quase um quarto do total, não conseguiram ser reparadas por completo e algumas ainda aguardam o processo para os trabalhos serem iniciado.
Em 6 de novembro de 2024, o Palácio do Planalto concluiu o restauro da galeria de fotografias de ex-presidentes da República e incluiu uma imagem extra da destruição da galeria.
Em 6 de janeiro de 2025, o Palácio do Planalto começou a receber a parte das obras de arte, que eram vandalizadas durante os atos antidemocráticos de 2023 e foram restauradas por profissionais da Universidade Federal de Pelotas (UFPel), em parceria com o Instituto do Patrimônio Histórico e Artístico Nacional (Iphan). No dia seguinte, o relógio Balthasar Martinot Boulle, destruído pelos invasores, foi levado para o palácio. A peça foi consertada na Suíça após um acordo entre o governo brasileiro e a embaixada do país europeu. No dia 8 do mesmo mês, os ministros do Supremo Tribunal Federal (STF) também receberam as novas obras de arte que marcaram a reconstrução da sede da Corte destruída pelos ataques golpistas.
Em 8 de janeiro de 2025, todas as 21 obras de arte restauradas foram reintegradas ao acervo da Presidência da República.